# Eigil Sørensen
Eigil Sørensen (* 24. Juni 1948 in Gislev Sogn oder in Ryslinge Sogn) ist ein ehemaliger dänischer Radrennfahrer und nationaler Meister im Radsport.

## Sportliche Laufbahn
Sørensen war Teilnehmer der Olympischen Sommerspiele 1972 in München. Im olympischen Straßenrennen schied er beim Sieg von Hennie Kuiper aus.
1967 gewann Sørensen gemeinsam mit Verner Blaudzun, Henning Jørgensen und Gerhard Nielsen die nationale Meisterschaft im Mannschaftszeitfahren. 1971 gewann er den Titel mit Verner Blaudzun, Henning Jørgensen und Harly Hyldgaard. 1974 waren diese vier Fahrer erneut im Meisterschaftsrennen erfolgreich. 1976 siegte er mit Verner Blaudzun, Henning Jørgensen und Preben Sørensen. 1977 war er mit Verner Blaudzun, Henning Jørgensen und Jens Andersen erfolgreich. 1975 wurde er Vize-Meister im Straßenrennen hinter Jörgen Emil Hansen und 1978 hinter Benny Pedersen.
1972 gewann er den dänischen Titel im Querfeldeinrennen. 1969 konnte er eine Etappe in der Bulgarien-Rundfahrt für sich entscheiden. Mit der Fyen Rundt gewann er 1980 eines der ältesten dänischen Eintagesrennen. Im Rennen Rund in Berlin 1980 wurde er Zweiter hinter Harry Hannus aus Finnland. Die Internationale Friedensfahrt fuhr er 1972 und schied dabei aus.